# Корупційний скандал в італійському футболі (2006)
Корупційний скандал в італійському футболі в 2006 році (італ. Calciopoli, Кальчополі) — скандал, пов'язаний зі змовою команд-учасниць двох вищих дивізіонів чемпіонату Італії з футболу — Серії A і Серії B. Злочин було розкрито у травні 2006 року італійською поліцією, серед його учасників називається «Ювентус», «Мілан», «Фіорентина», «Лаціо» і «Реджина». Записи телефонного прослуховування, які були опубліковані в ЗМІ, показали, що існував тісний зв'язок між керівниками цих клубів та суддями. Команди були звинувачені в купівлі ігор і змові, до них були застосовані санкції.

## Передісторія
Італійські команди не перший раз були звинувачені у змові: так, у 1980 році «Мілан» і «Лаціо» були відправлені в Серію B за відповідні порушення, а в 2005 році «Дженоа» — у Серію C1.

## Початок
Скандал почався з розслідування поліцією Неаполя діяльності футбольного агентства «GEA World». Згідно з опублікованими в ЗМІ (La Gazzetta dello Sport) стенограм підслуханих телефонних розмов, під час сезону 2004/05 гендиректор «Ювентуса» Лучано Моджі вів переговори з футбольними функціонерами з метою призначення на матчі цієї команди «потрібних» суддів.

## Покарання

### Клубам
4 липня 2006 року представник Футбольної Федерації Італії, комісар Стефано Палацці зажадав, щоб всі вищеназвані клуби (за винятком «Реджини») були вигнані з Серії A, причому «Ювентус» — у Серію C1 з позбавленням «скудетто» 2005 і 2006 років. В результаті були прийняті наступні санкції:
| Команди    | Переведення команди в нижчу лігу | Переведення команди в нижчу лігу | Переведення команди в нижчу лігу | Зняті очки (сезон 2006-07) | Зняті очки (сезон 2006-07) | Зняті очки (сезон 2006-07) | Інші покарання                                                    | Інші покарання |
| Команди    | Первинне покарання               | Після апеляції                   | У підсумку                       | Первинне покарання         | Після апеляції             | У підсумку                 | Первинне покарання                                                | У підсумку |
| ---------- | -------------------------------- | -------------------------------- | -------------------------------- | -------------------------- | -------------------------- | -------------------------- | ----------------------------------------------------------------- | --- |
| Мілан      | Переведення в Серію B            | Серія А                          | Серія А                          | Знято 15 очок              | Знято 8 очок               | Знято 8 очок               | • Знято 44 очки в сезоні 2005/06                                  | • Знято 30 очок в сезоні 2005/06 • Одна домашня гра без уболівальників.                                             |
| Фіорентина | Переведення в Серію B            | Серія А                          | Серія А                          | Знято 12 очок (Серія B)    | Знято 19 очок (Серія A)    | Знято 15 очок (Серія A)    | • Неучасть у Лізі чемпіонів 2006-07                               | • Неучасть у Лізі чемпіонів 2006-07 • Дві домашні гри без вболівальників                                            |
| Ювентус    | Переведення в Серію C1           | Переведення в Серію B            | Переведення в Серію B            | Знято 30 очок              | Знято 17 очок              | Знято 9 очок               | • Позбавлений «скудетто» 2006 • Неучасть у Лізі чемпіонів 2006-07 | •Позбавлений «скудетто» 2005 і 2006 років • Неучасть у Лізі чемпіонів 2006-07 • Три домашні гри без уболівальників. |
| Лаціо      | Переведення в Серію B            | Серія А                          | Серія А                          | Знято 7 очок (Серія B)     | Знято 11 очок (Серія A)    | Знято 3 очки (Серія A)     | • Неучасть у Кубку УЄФА 2006-07                                   | • Неучасть у Кубку УЄФА 2006-07 • Дві домашні гри без вболівальників                                                |
| Реджина    | —                                | —                                | —                                | Знято 15 очок (Серія A)    | —                          | Знято 11 очок (Серія A)    | —                                                                 | • £68,000 штраф • Президент клубу Ліло Фоті оштрафований на £20,000 і усунений від футболу на 2,5 року              |

### Фізичним особам
- Суддя Массімо де Сантіс на 4,5 роки був усунений від футболу.
- Президент Федерації футболу Італії Франко Карраро і віце-президент Інноченцо Мацціні подали у відставку. Перший заплатив штраф розміром в €80,000, останній був довічно дискваліфікований[3].
- Ліло Фоті оштрафований на £20,000 і усунений від футболу на 2,5 року.
- Адріано Галліані усунений від футболу на 5 місяців.
- Виконавчий директор «Ювентуса» Антоніо Джираудо за результатами розслідування був довічно усунений від футболу[3].
- Лучано Моджі усунений від футболу, в ході триваючих розглядів і за рішенням суду від 15 червня 2011 року, довічно[3]. За підсумками розслідування скандалу з договірними матчами, був засуджений Неаполітанським судом до п'яти років і чотирьох місяців тюремного ув'язнення[4].

## Наслідки
Після своєрідного «очищення» італійський футбол опинився у піднесенні. Так, Ювентус було переведено до серії В, а італійські клуби двічі виграли лігу чемпіонів. «Інтер» виграв чотири наступних чемпіонати Італії та Лігу Чемпіонів 2009-2010. Збірна Італії виграла Чемпіонат світу 2006, а «Мілан» — Лігу Чемпіонів 2006-2007. Гравці «Ювентуса», що являється головним винуватцем скандалу та відправився в Серію B, стали активно переходити в інші команди. З зірок залишилися лише Дель П'єро, Недвед, Буффон, Каморанезі і Трезеге.

## Подальший розвиток подій
Проти компанії «Telecom Italia» порушено кримінальну справу за прослуховування телефонних розмов. У 2007 році газета «la Repubblica» опублікувала нові відомості про корупцію в італійському футболі.